# Calmont (Alta Garonna)
Calmont è un comune francese di 2 128 abitanti situato nel dipartimento dell'Alta Garonna nella regione dell'Occitania.

## Società

### Evoluzione demografica
Abitanti censiti